# Moldavská pravoslavná církev

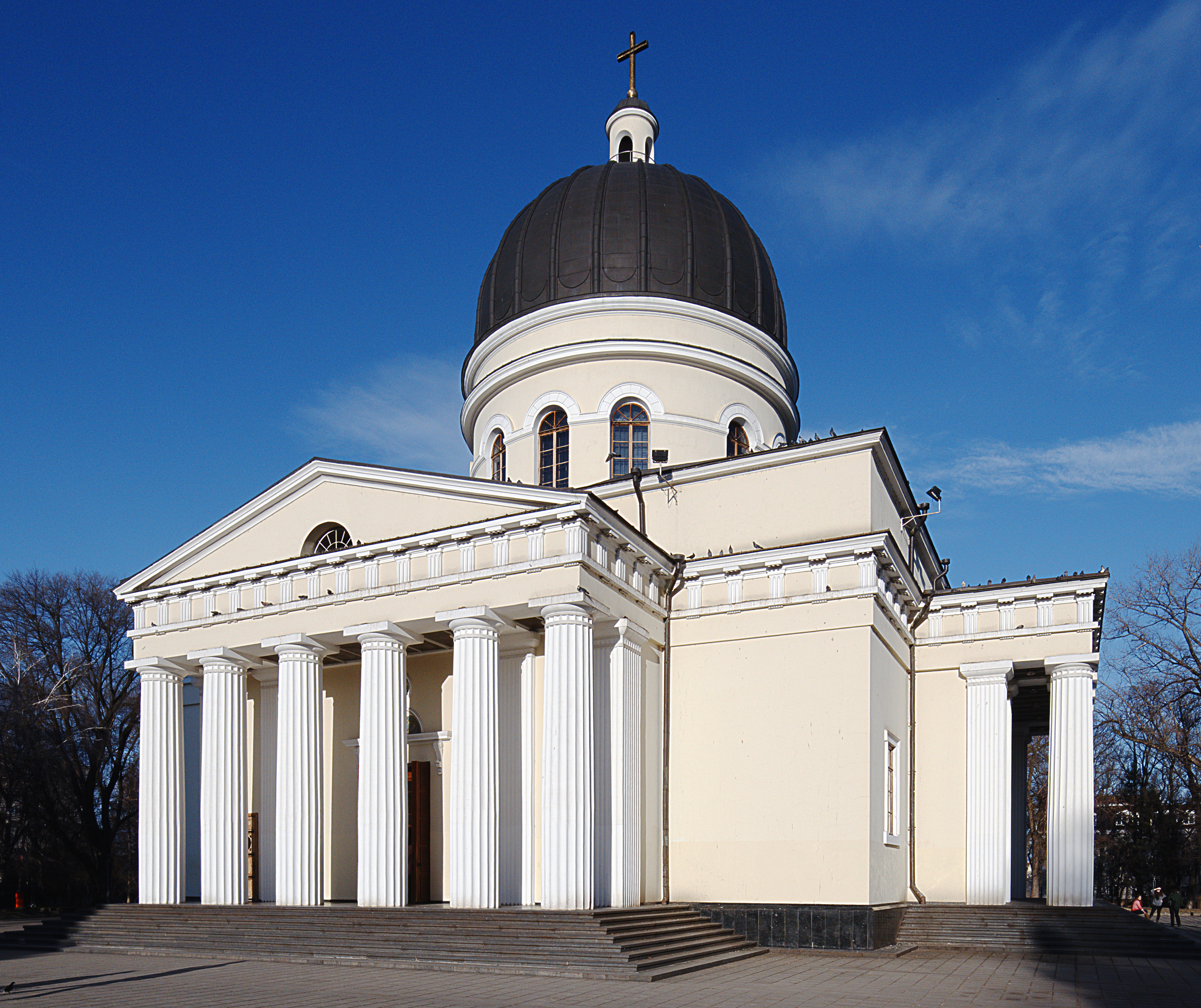
Katedrála v Kišiněvě (Eparchie kišiněvská)

Moldavská pravoslavná církev (moldavsky Biserica Ortodoxă din Moldova; rusky Правосла́вная це́рковь Молдо́вы) nebo Metropole Kišiněv a celého Moldavska (moldavsky Mitropolia Chișinăului și a întregii Moldove; rusky Кишинёвско-Молда́вская митропо́лия) je autonomní církev patřící pod Ruskou pravoslavnou církev. Její kanonické území je Moldavská republika.
Moldavská církev je největší církví v této zemi, pravoslavní křesťané patří buď pod Moldavskou pravoslavnou církev nebo Metropole Besarábie Rumunské pravoslavné církve. Roku 2005 pří sčítání lidu v Moldavsku uvedlo 3 158 015 lidí neboli 95,5 %, že se hlásí k Východnímu pravoslaví.
Hlavou Moldavské pravoslavné církve je metropolita Vladimir Cantarean, který je členem Svatého synodu Ruské pravoslavné církve. Sídelním chrámem je katedrála Narození Páně v Kišiněvě.

## Historie
Předpokládá se, že pravoslavnou víru do Rumunska a Moldavska přivedl svatý apoštol Ondřej. Od roku 1300 pravoslavná církev Moldavského knížectví – dnes severovýchodní Rumunsko, Moldavsko a jihozápadní Ukrajina patřila pod jurisdikci Metropolity Haliče (dnes moderní Ukrajina). Nicméně roku 1391 Konstantinopolský patriarchát, který měl pravomoc nad územím, zvolil Metropolitu Moldávie. Roku 1400 byla metropole zvolena autokefální Církví Ohrid, ale později po zrušení se vrátila pod jurisdikci církve Konstantinopole. Roku 1600 církev Moldávie přešla od používání slovanštiny k rumunštině.
Roku 1812 byla východní část Moldávie (Besarábie) připojena k Ruskému imperiu a církev začala spadat pod jurisdikci Ruské pravoslavné církve, která roku 1813 založila eparchii Kišiněv a Chotyn pod vedením metropolity Gavrila Bănulescu-Bodoniho. Roku 1918, poté co se území dostalo pod Rumunskou vládu, eparchie závislá na Moskevském patriarchátu byla rozpuštěna rumunskými orgány, její biskup byl vyloučen a eparchie Kišiněv byla podřízena Rumunské pravoslavné církvi.
Roku 1922 Svatý synod Rumunské pravoslavné církve zřídil další dvě eparchie Chotyn se sídlem v Bălți a Cetatea Albă se sídlem v Izmajilu. Roku 1927 byla církev v Besarábii povýšena na Metropoli Besarábie.
Po Paktu Ribbentrop–Molotov anektoval Sovětský svaz Besarábii a vyhlásil Moldavskou sovětskou socialistickou republiku. Metropole Besarábie byla nucena přerušit svou činnost. Ve stejném časovém období Moskevský patriarchát Ruské pravoslavné církve zřídil na území nové republiky novou eparchii Kišiněv. Roku 1990 byla eparchie povýšena na archieparchii.
Rok poté, kdy Moldavsko vyhlásilo svou nezávislost, jí Ruská pravoslavná církev udělila autonomii s názvem Moldavská pravoslavná církev a tím se arcidiecéze stala Metropolí Kišiněv a celého Moldavska.

## Struktura a organizace
Moldavská pravoslavná církev tvrdí výlučnou pravomoc nad pravoslavnou církví v Moldavsku, ačkoliv je to sporné s Rumunskou pravoslavnou církví s Metropolí Besarábie. Církev v Moldavsku je rozdělena do pěti eparchií: Bălți a Fălești, Cahul a Comrat, Kišiněv, Edineț a Briceni, Tiraspol a Dubăsari, Ungheni a Nisporeni. Roku 2010 měla 1 231 farností, 46 monastýrů, teologickou akademii, 2 teologické semináře, 1 395 knězů a 107 jáhnů.
Od udělení autonomie má svůj místní Svatý synod.